# Chloethripa
Chloethripa is een geslacht van vlinders van de familie visstaartjes (Nolidae), uit de onderfamilie Chloephorinae.

## Soorten
- C. chlorana Hampson, 1896
- C. leucocephala Prout, 1928